# Galet
Pour les articles homonymes, voir Galet (homonymie).

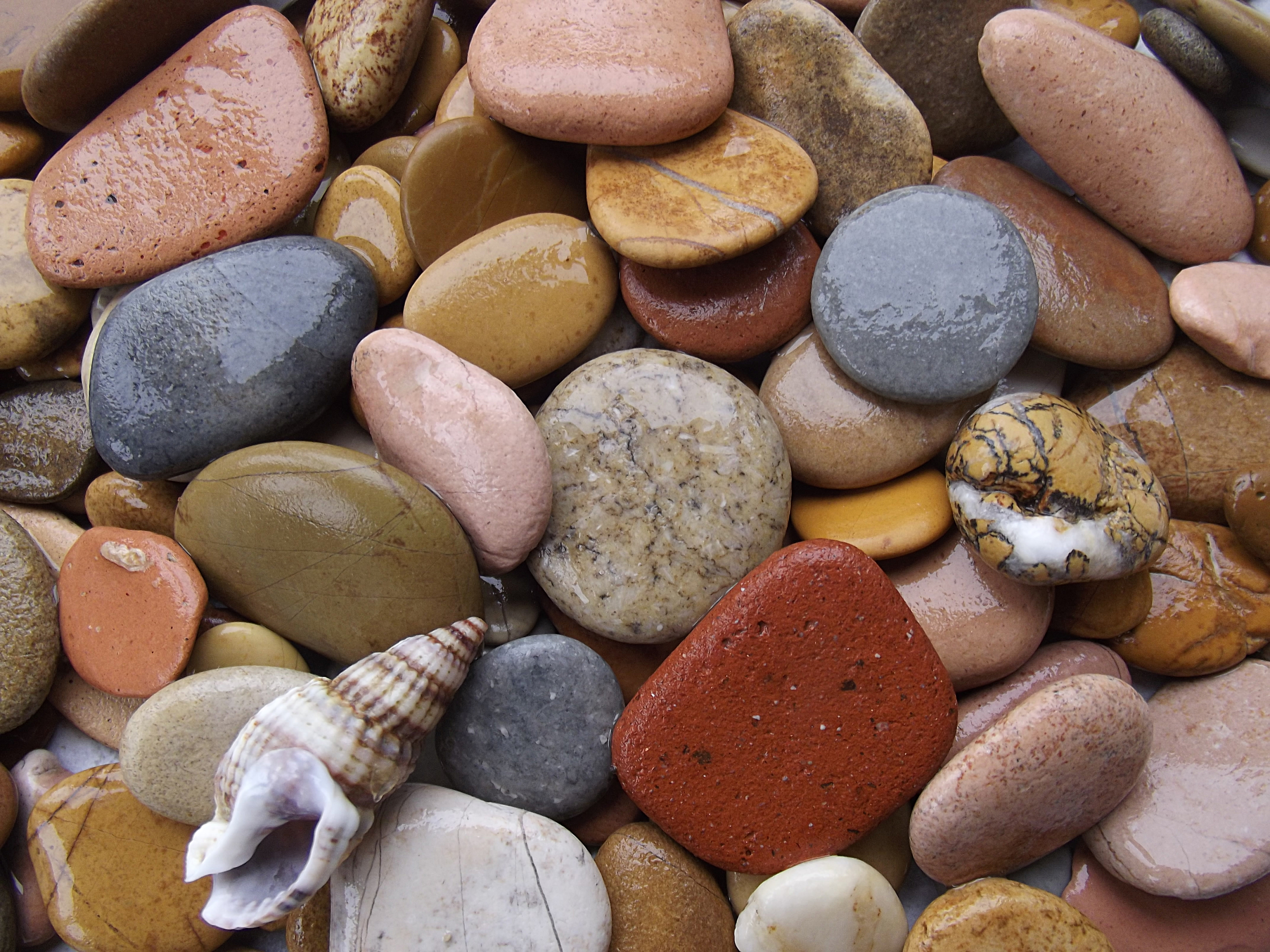
Galets en bord de mer Adriatique près du mont Conero, Italie.

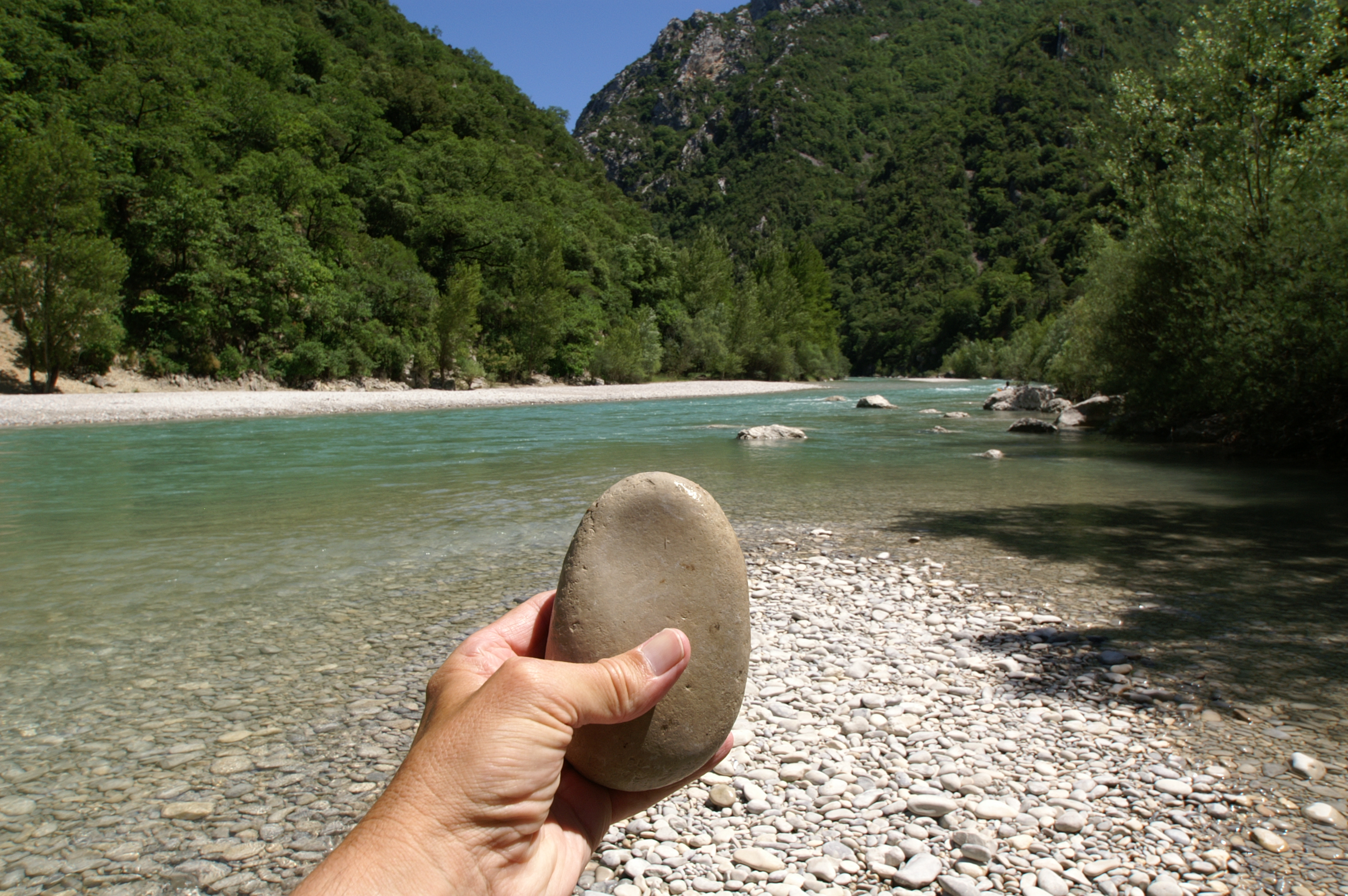
Galets de rivière.

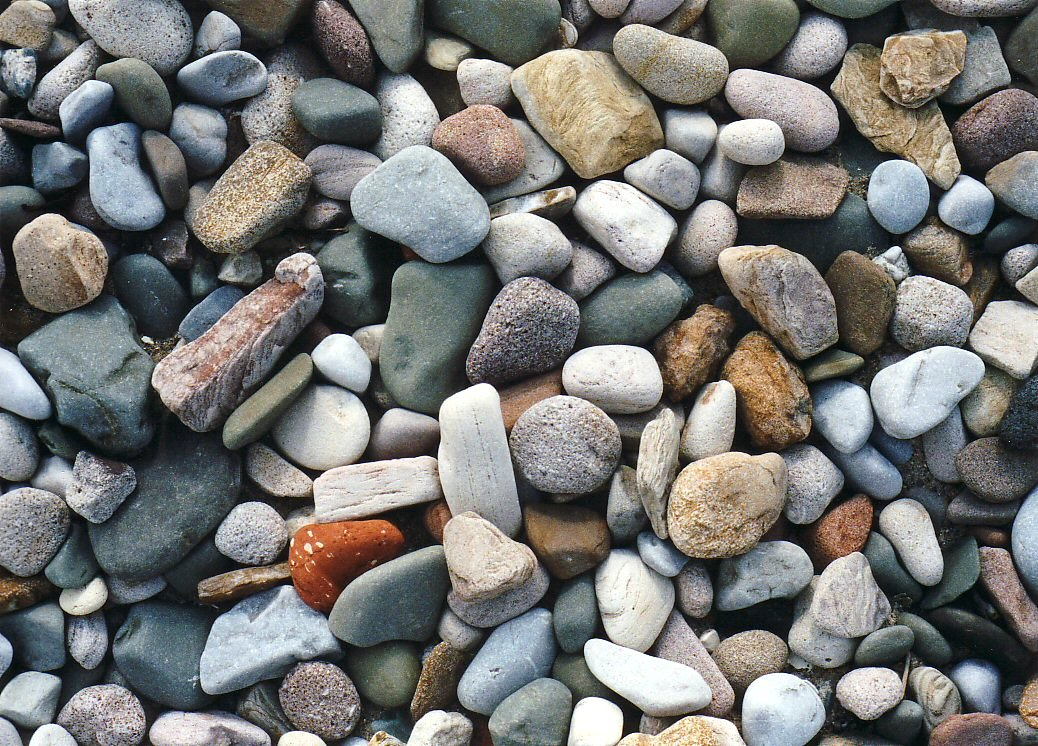
Galets multiformes et multicolores.

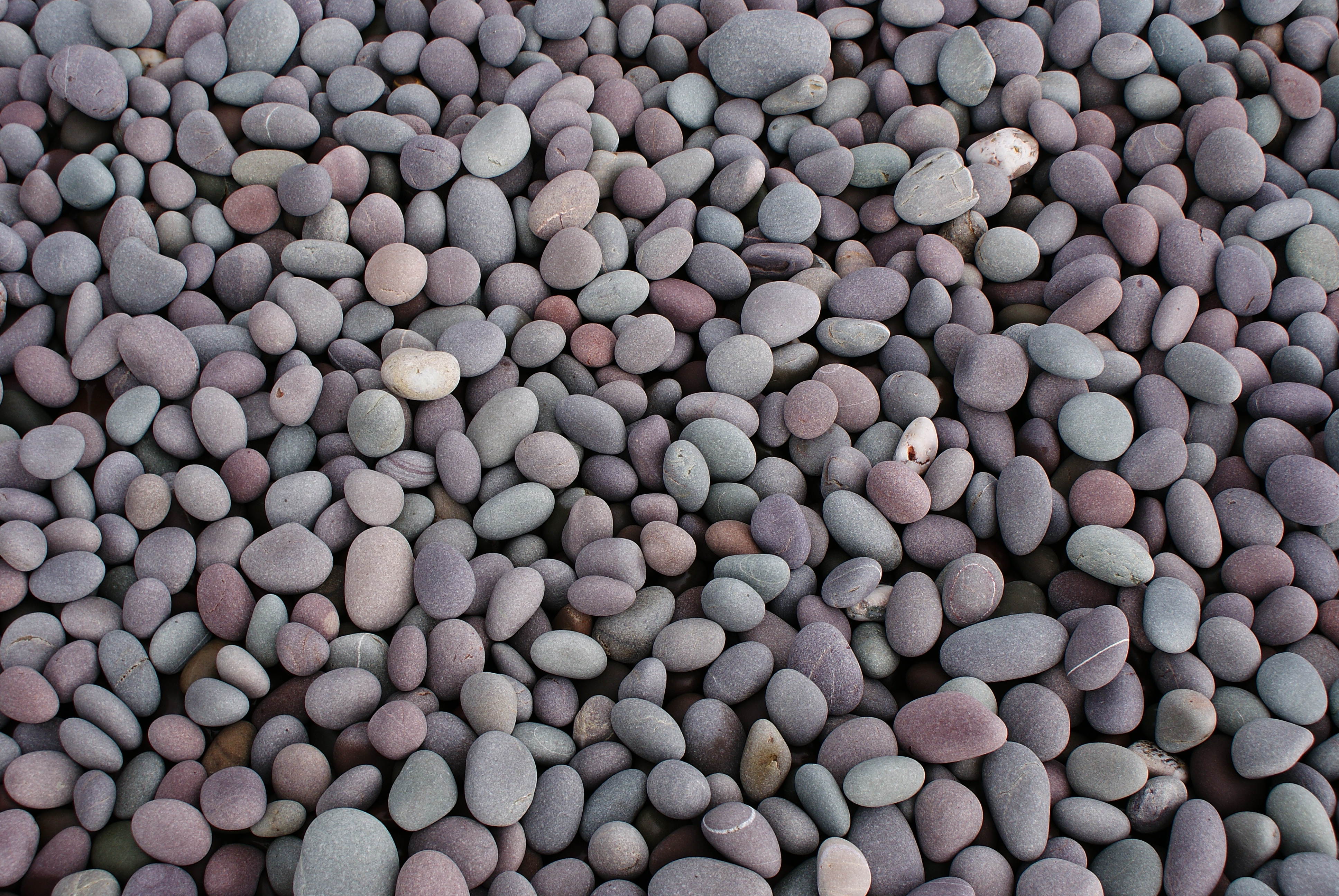
Galets sur une plage de galets dans le Somerset, Angleterre.

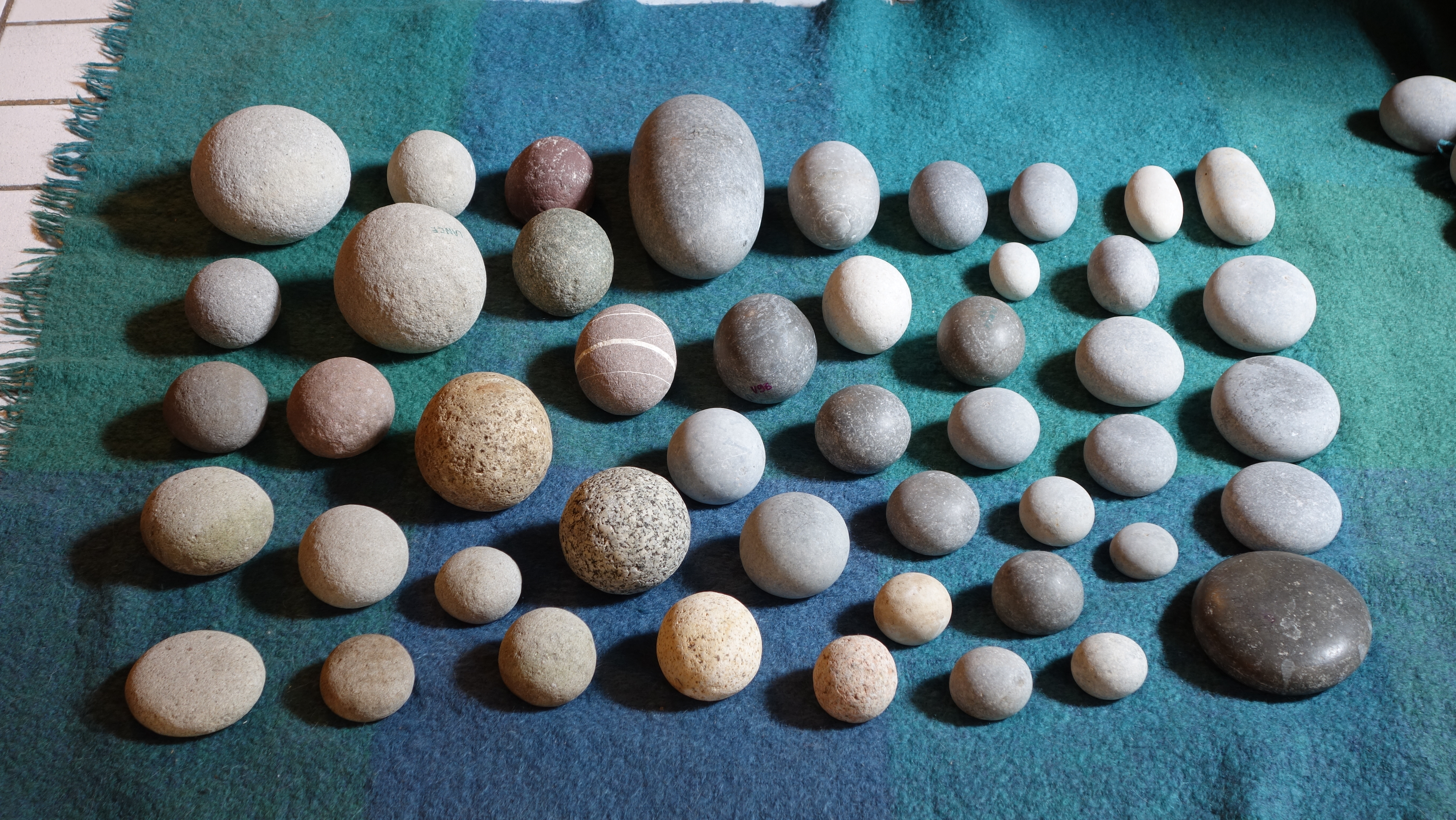
Collection de galets provenant de marmites très productrices de galets. Presque tous possèdent une section circulaire. La majorité sont des galets calcaires provenant de deux marmites des Alpes du sud, France (sur la droite). Sur la gauche se trouvent quelques galets en grès d'Annot, plus gros et proches d'une forme sphérique. Il y a peu de galets granitiques mais ceux-ci sont très proches de la forme sphérique, ils proviennent de Corse (France). À l'arrière plan, un galet en pélite rouge du dôme de Barrot a une forme assez irrégulière mais a été retenu pour la collection compte tenu de la rareté de ces galets là, la roche étant très friable et généralement à fort clivage.

Un galet est un fragment de roche à l’aspect arrondi et lisse, engendré par usure mécanique et formé par le mouvement des eaux.
Les galets sont de différentes couleurs et textures et peuvent avoir des stries, appelées veines, de quartz ou d'autres minéraux. Les galets sont pour la plupart lisses mais, en fonction de la fréquence à laquelle ils entrent en contact avec la mer, ils peuvent avoir des marques de contact avec d'autres roches ou d'autres cailloux. Les galets impressionnés présentent des aspérités arrondies correspondant aux galets voisins.
Les galets laissés au-dessus de la ligne des hautes eaux peuvent avoir des excroissances d'organismes tels que le lichen, ce qui signifie l'absence de contact avec l'eau de mer.
En construction, on utilise les galets pour faire les calades. Au Paléolithique on se servait de galets comme percuteurs.

## Géologie
Les études géologiques des galets portent sur le degré d'arrondi, l'orientation statistique liée aux courants, l'aspect de leur surface, ces éléments caractérisant les types d'érosion et de transport.
Les galets sont des produits d’érosion qui sont transportés par des rivières ou des fleuves : par frottement avec les autres fragments et surtout avec le sable contenu dans l'eau, les roches deviennent lisses. Ils prennent peu à peu leur forme arrondie (galets fluviatiles).
L'abrasion engendrée par le sable et le limon transporté par l'eau (ruissellement, refoulement, mouvements marins, etc.) sur des blocs rocheux peut engendrer des galets.
Il existe également des galets marins, formés de fragments de roches ballottés par les courants et les vagues, subissant ainsi une usure semblable à celle des galets fluviatiles. Ce sont des galets que l’on retrouve sur les plages, souvent mélangés avec des galets fluviatiles.
Une roche composée principalement de galets est appelée un conglomérat. Les roches sédimentaires détritiques composées de nombreux galets sont appelées poudingue.
Le type de plage incorporant principalement des galets, possède des caractéristiques d'armure vis-à-vis de l'érosion par les vagues, et de niches écologiques, fournissant un habitat aux animaux et aux plantes.

## Termes anglais
« Galet » se traduit en anglais par pebble, selon l'échelle de Krumbein phi de sédimentologie, un clast de roche ayant une taille de particules de 4 à 64 millimètres.
Les pebbles sont considérés généralement comme plus gros que ceux englobés dans la désignation collective de gravel (les « granules ») (2 à 4 millimètres de diamètre) et plus petits que les cobbles (64 jusqu'à 256 millimètres de diamètre).
Le terme boulder désigne un « bloc ».
Les mots anglais « boulder, cobble, gravel, pebble » ont des définitions teintées de différents accents historiques propres à l'anglais. La plupart peuvent être traduits aussi par « caillou ».

## Emplacement
Les galets se trouvent principalement à deux endroits - sur les plages des divers océans et mers, et à l'intérieur des terres, où à l'emplacement de mers anciennes. Lorsque les mers se sont retirées, les amas de galets se sont retrouvés enclavés. Ils peuvent également être trouvés dans les lacs et les étangs. Les galets peuvent également se former dans les rivières et se rendre dans les estuaires où le lissage se poursuit en mer.
Les galets de plage et les galets de rivière (également appelés roches de rivière) se distinguent par leur formation géologique et leur apparence. Des galets parfaitement sphériques sont produits dans les marmites de géant.
Une recrudescence de galets est observée sur les plages de Bretagne et notamment aux alentours de Préfailles, en Loire-Atlantique. Ce phénomène est surprenant; l'article La Roche et son Environnement, analyse publiée en mars 2008 par Géo, démontre l'évolution des conditions érosives dans le Nord-Ouest du territoire français.

### Plages

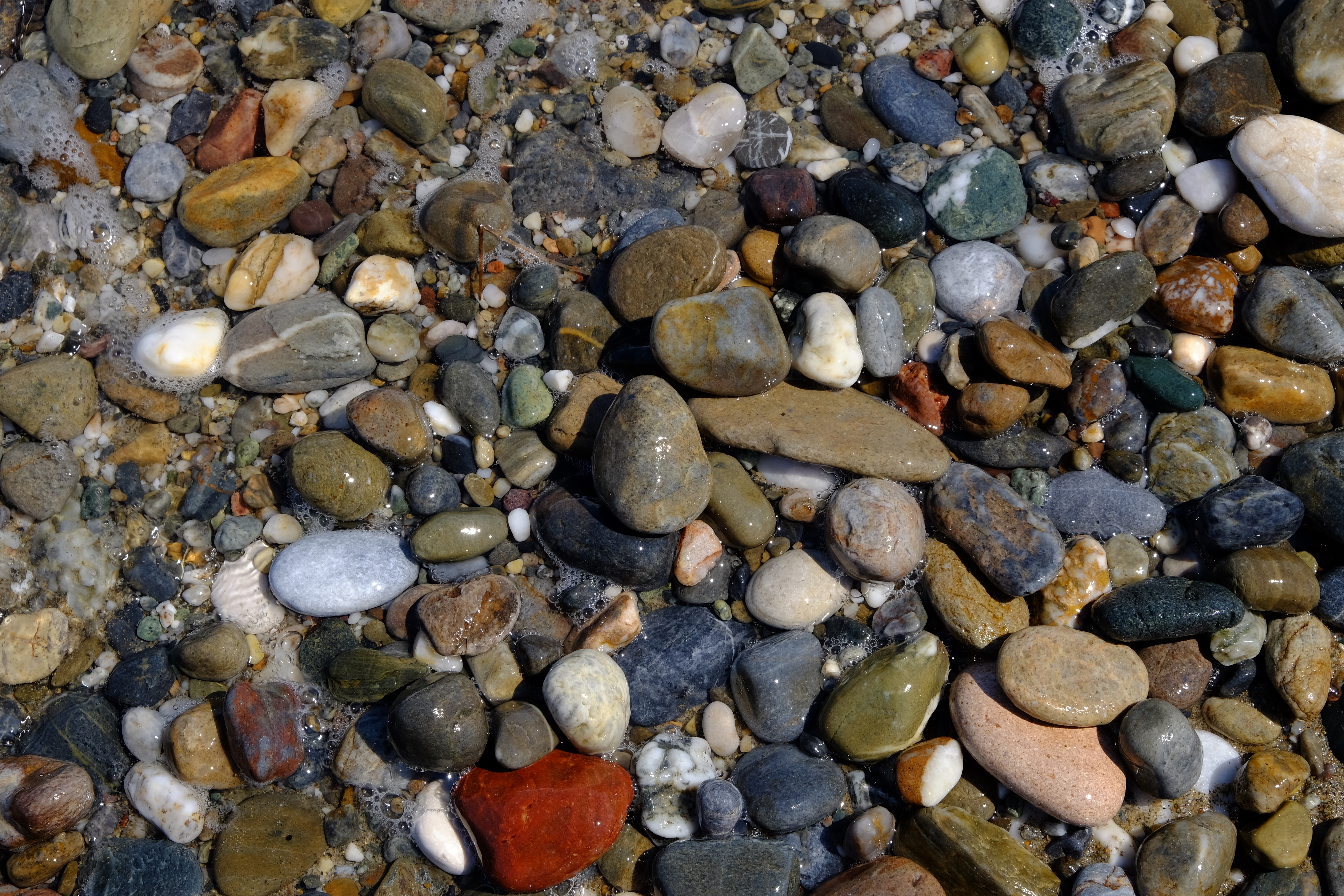
Galets sur la plage de Réthymnon, Crète.

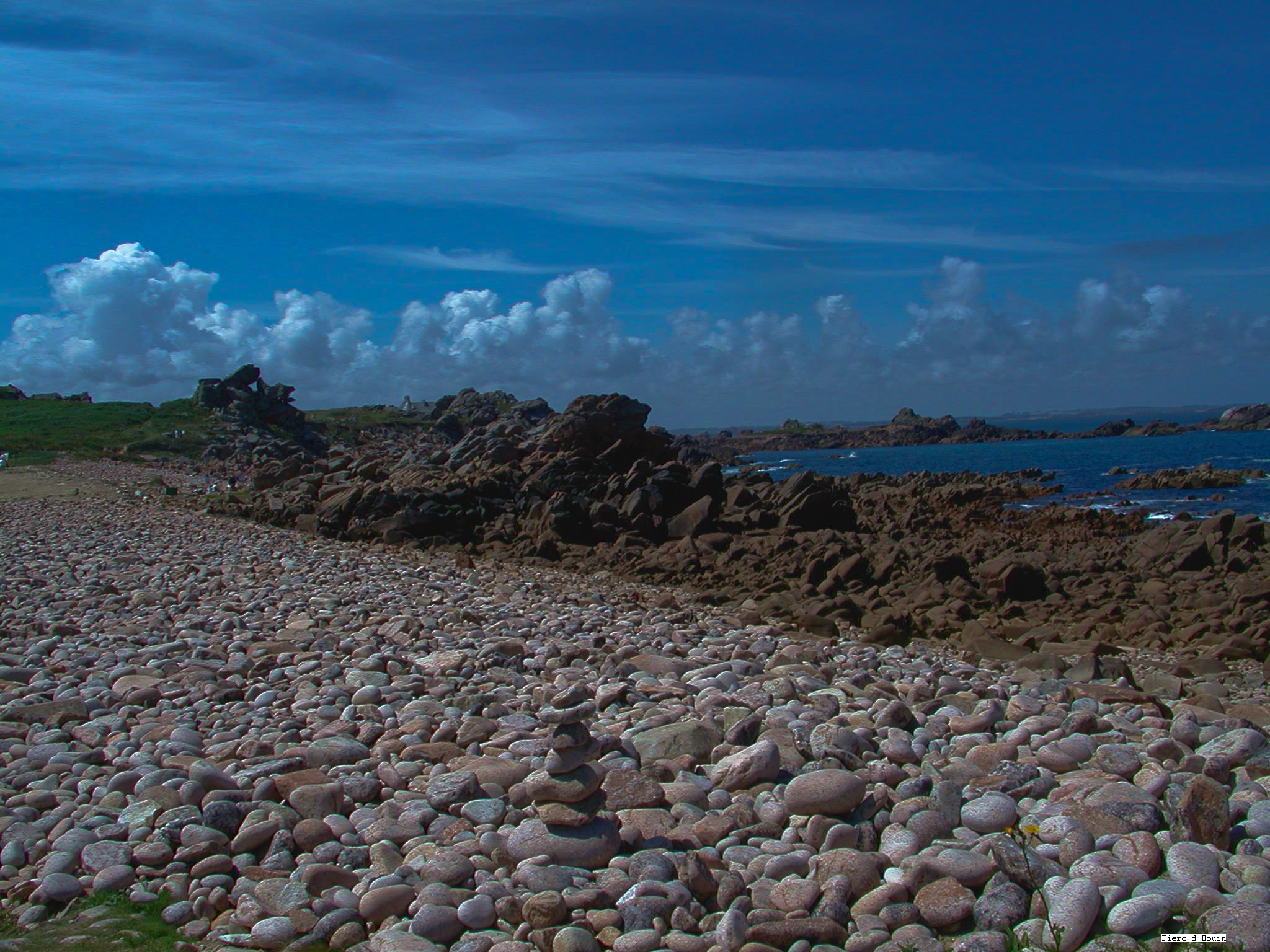
Galets du bord de mer.

Les galets de plage se forment progressivement au fil du temps à mesure que l'eau de l'océan lave les particules de roche en vrac. Le résultat est une apparence lisse et arrondie. La gamme de taille typique est de 2 mm à 50 mm. Les couleurs vont du blanc translucide au noir et comprennent des nuances de jaune, marron, rouge et vert[réf. souhaitée].
Les sources de matériel grossier à l'origine de ces galets ont été, durant la transgression holocène, le démantèlement des platiers rocheux liés à un fort hydrodynamisme. Les sources actuelles sont les falaises de craie à silex et d'argile à silex, les falaises à conglomérat et les falaises taillées dans des formations meubles (head, schistes) qui peuvent également alimenter les cordons de galets. Ces différentes sources et conditions d'exposition ainsi que le découpage et l'orientation des côtes expliquent la diversité morphologique de ces formes d'accumulation (plages, cordons de type queue de comète, tombolo, flèche littorale).
Certaines des plages de galets les plus abondantes se trouvent le long de la côte de l'océan Pacifique, en commençant aux États-Unis et en descendant jusqu'à la pointe de l'Amérique du Sud en Argentine. D'autres plages de galets se trouvent dans le nord de l'Europe (en particulier sur les plages de la mer de Norvège), le long des côtes du Royaume-Uni et d'Irlande, sur les côtes de l'Australie et autour des îles d'Indonésie et du Japon.

### Terres intérieures
Des rives côtières de galets existent à certains endroits, comme l'entrée de la rivière Ore, où les rives mobiles de galets posent des défis notables à la navigation.
Les galets de l'intérieur (cailloux de rivière ou roche de rivière) se trouvent généralement le long des rives des grandes rivières et des lacs. Ces cailloux se forment au fur et à mesure que l'eau qui s'écoule lave les particules de roche au fond et le long des rives de la rivière. La douceur et la couleur des galets des rivières dépendent de plusieurs facteurs, tels que la composition du sol des berges, les caractéristiques chimiques de l'eau et la vitesse du courant. Parce que le courant de la rivière est plus doux que les vagues de l'océan, les galets de rivière ne sont généralement pas aussi lisses que les galets de plage. Les couleurs les plus courantes de la roche fluviale sont le noir, le gris, le vert, le marron et le blanc.

### Occurrences extraterrestres
Sur Mars, des plaques de conglomérat caillouteux (poudingues) ont été découvertes et interprétées par les scientifiques comme s'étant formées dans un ancien lit de rivière. Les graviers, qui ont été découverts par le rover Curiosity de la NASA sur Mars, vont de la taille des particules de sable à la taille de balles de golf. L'analyse a montré que les cailloux avaient été déposés par un ruisseau qui avait dû couler au rythme de la marche et était profond de la cheville jusqu'aux hanches.

## Utilisations

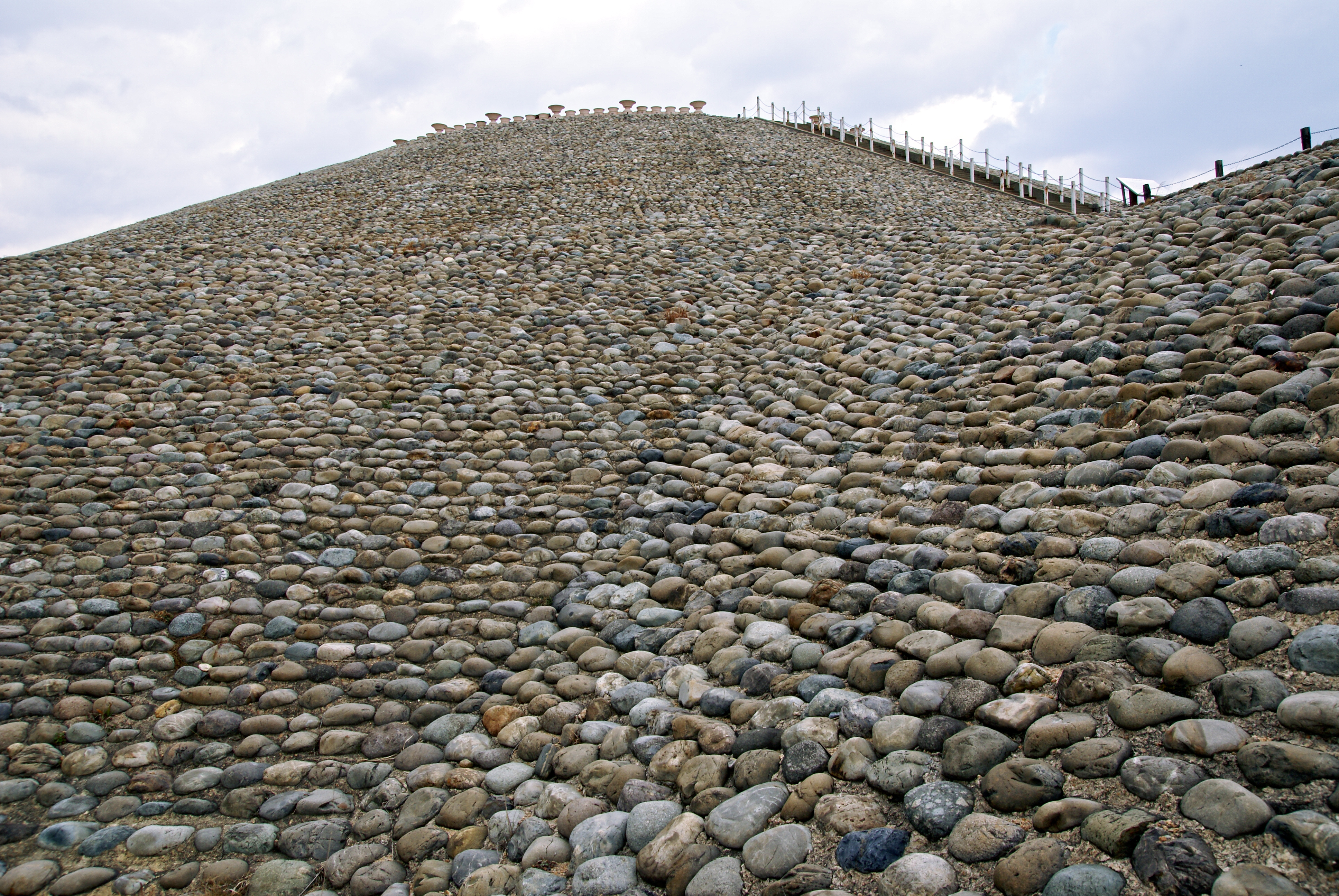
Goshikizuka kofun Kobe, Japon.

Les galets aménagés de l'Oldowayen sont parmi les premiers artefacts artificiels connus, datant de la période paléolithique de l'histoire humaine.

En construction, on utilise les galets pour faire des calades. Le style architectural connu en anglais sous le nom de « Cobblestone architecture (en) » fait usage de cobblestone, matériau de construction naturel à base de galets de la taille d'un pavé, utilisés aussi pour les chaussées. Le Fukiishi (葺石ou葺き石, « pierre de toiture ») était un moyen de recouvrir les chambres funéraires et les tumulus funéraires pendant la période kofun du Japon ( c. 250–538 ). Des pierres collectées dans les lits des rivières étaient fixées sur les pentes du kofun surélevé et d'autres chambres funéraires.

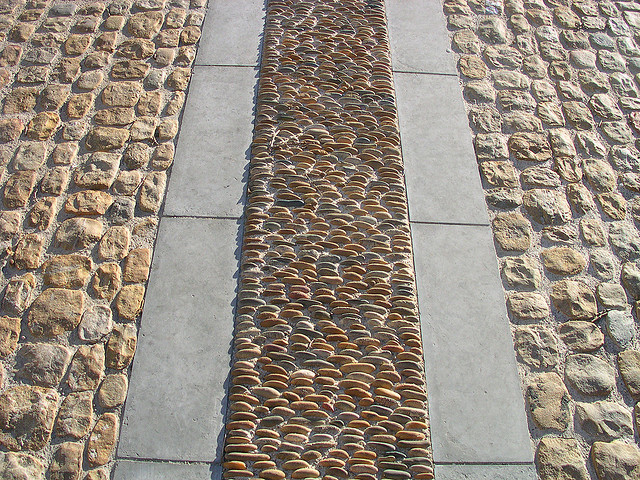
Calades modernes de la place de l'Horloge à Avignon.

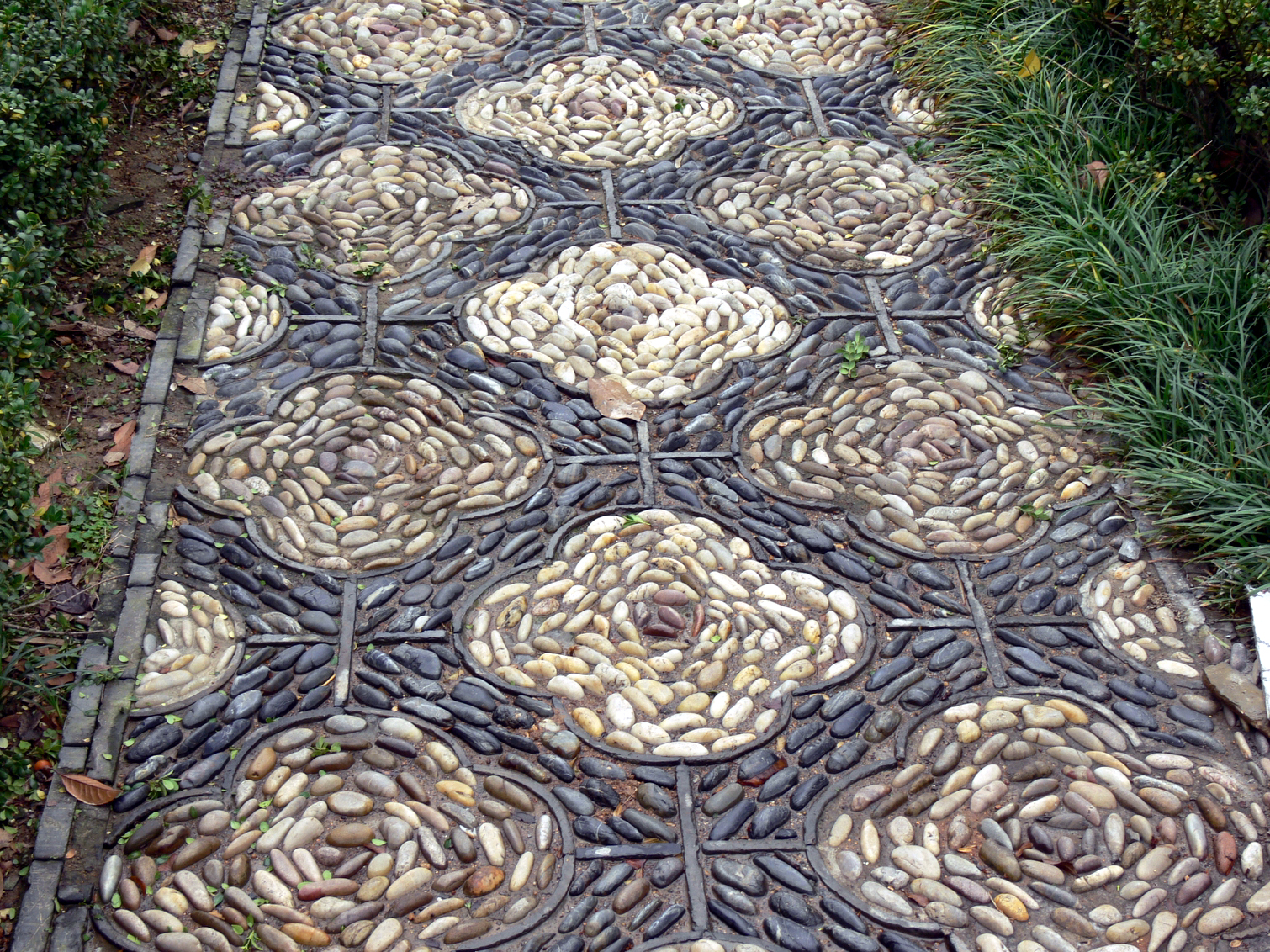
Calade ornementale.

Les galets de plage et les galets de rivière sont utilisés à d'autres fins, à la fois extérieures et à intérieures. Ils peuvent être triés par couleur et taille, et peuvent également être polis pour améliorer la texture et la couleur. À l'extérieur, les galets de plage sont souvent utilisés pour l'aménagement paysager, la construction et comme éléments décoratifs. Les galets de plage sont souvent utilisés pour couvrir les allées, autour des piscines, dans et autour des conteneurs de plantes, sur les patios et les terrasses. Les galets de plage et de rivière sont également utilisés pour créer des jardins intelligents (water-smart gardens) dans les zones où l'eau est rare. De petits galets sont également utilisés pour créer des espaces de vie et des jardins sur les toits des immeubles. À l'intérieur, les galets peuvent être utilisés comme serre-livres et presse-papiers. De gros galets sont également utilisés pour créer les Pet Rockss.

### Arts
On trouve le galet dans l'Art où il fait office de matériau, comme pour Andy Goldsworthy, artiste contemporain qui a choisi la nature comme matériau, atelier et lieu d'exposition. L'artiste utilise le matériau avec ses diverses caractéristiques et crée des jeux visuels où il mêle à la fois illusion et génie.

## Galerie

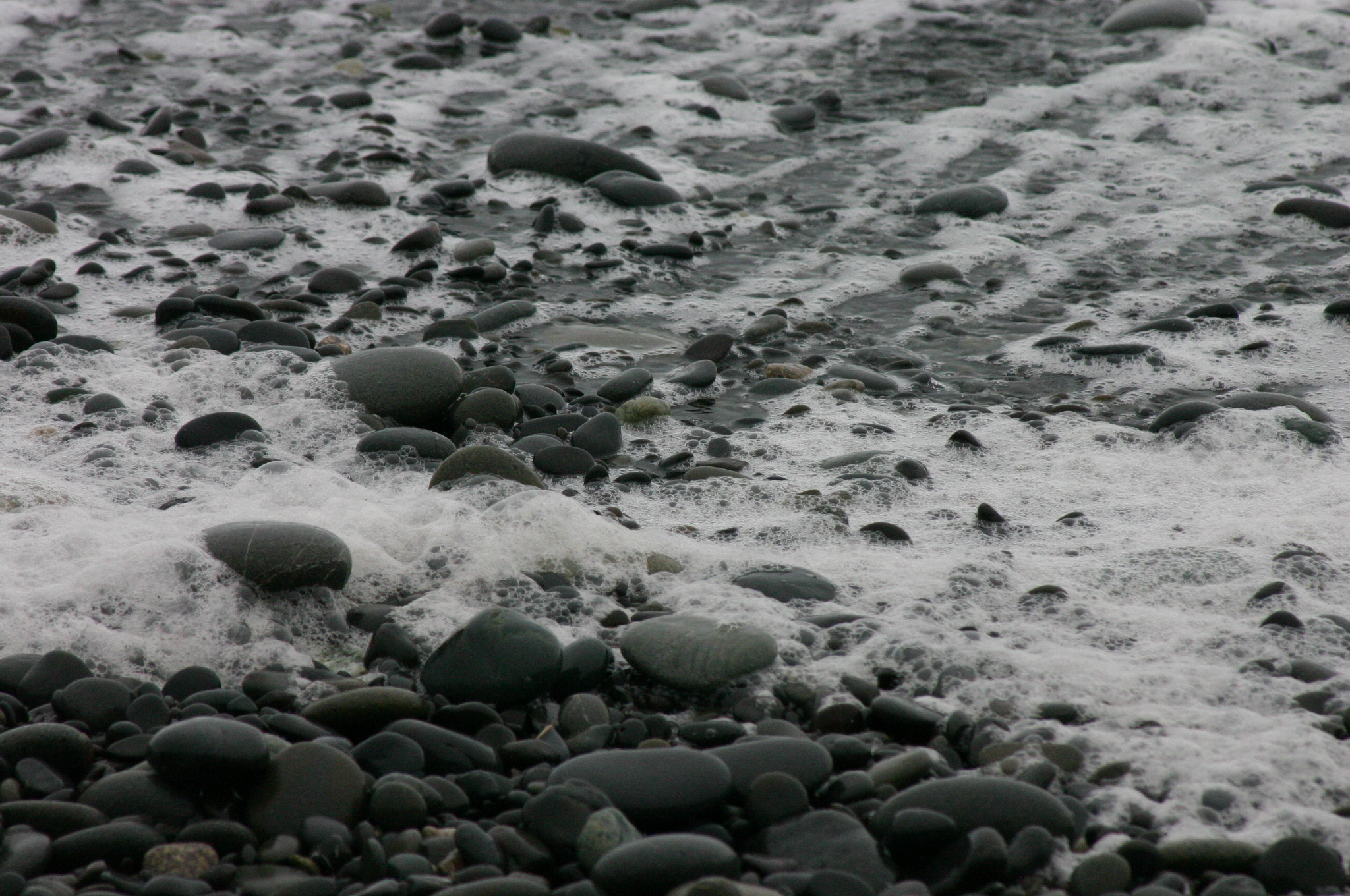
Plage de galets en bord de mer, Olympic National Park, États-Unis.
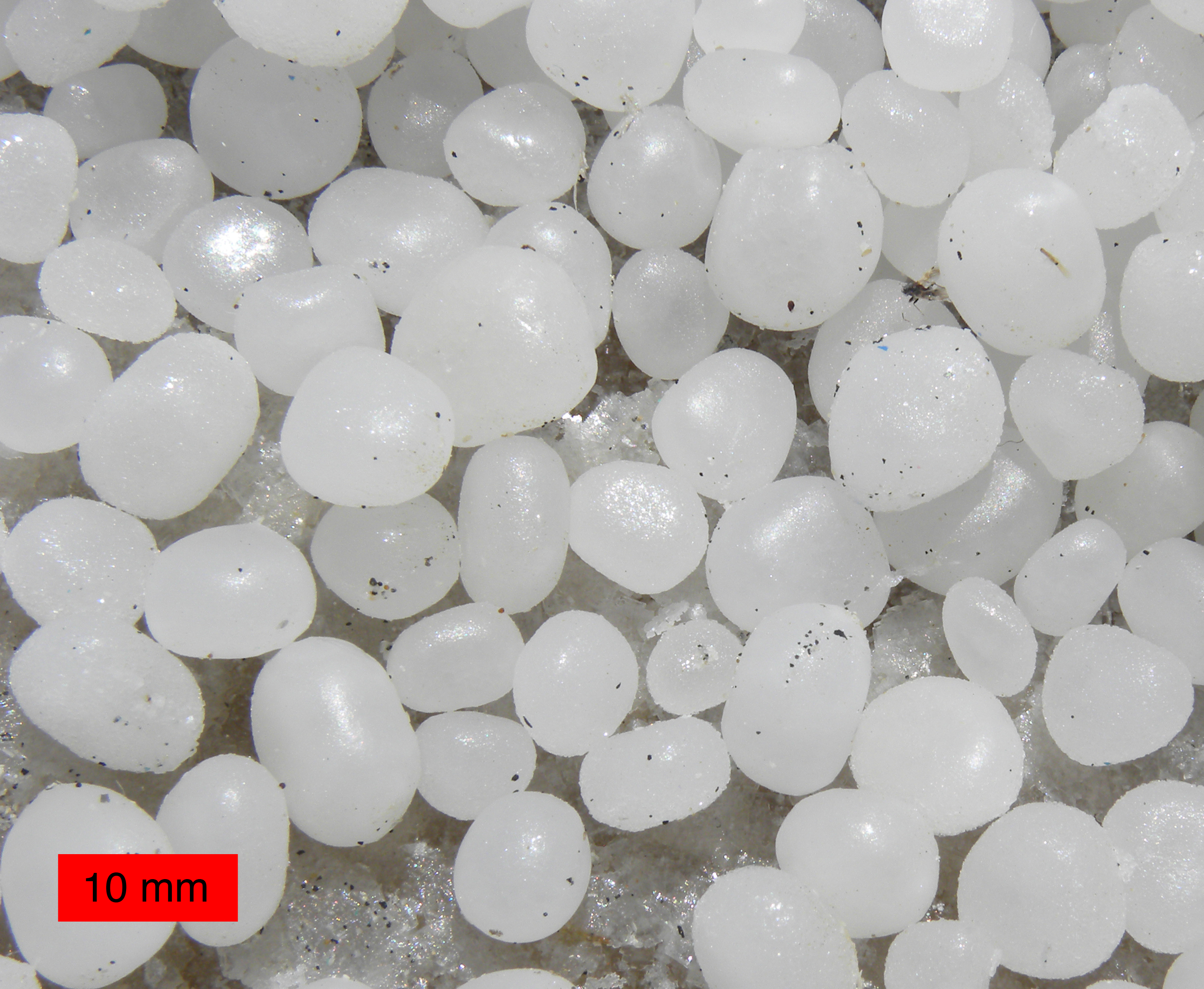
Galets de plage en halite ; côte ouest de la mer Morte, Israël.
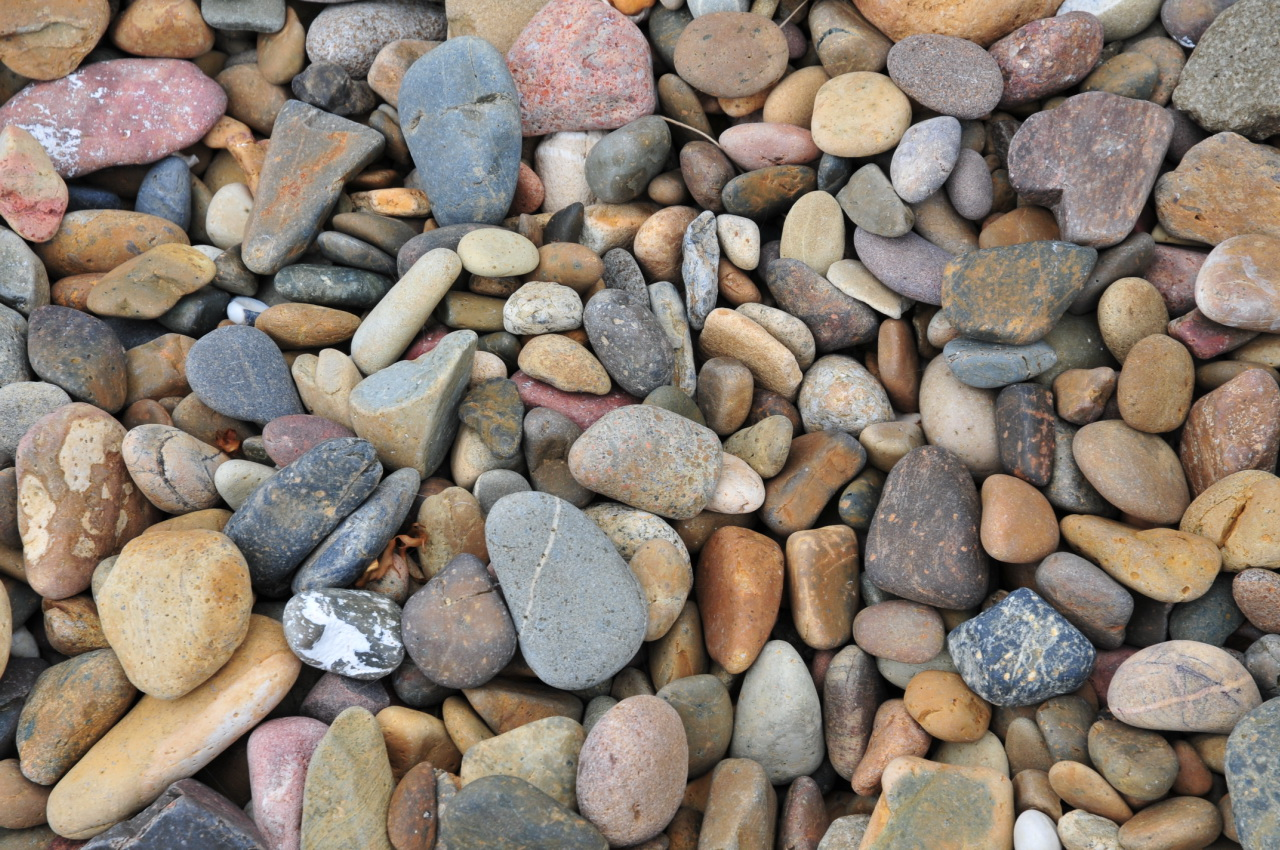
Cailloux sur une plage de Broulee, Australie.